# سيد جوترو
سيد جوترو (بالإنجليزية: Sid Gautreaux)‏ هو لاعب كرة قاعدة أمريكي، ولد في 4 مايو 1912 في شريفر في الولايات المتحدة، وتوفي في 19 أبريل 1980 في مورغان سيتي في الولايات المتحدة.

## وصلات خارجية
- سيد جوترو على موقعبيزبول رفرنس.كوم (الدوري الرئيسي) (الإنجليزية)
- سيد جوترو على موقعبيزبول رفرنس.كوم (الدوري الثانوي) (الإنجليزية)